# Elaphria concisa
Elaphria concisa är en fjärilsart som beskrevs av Druce. Elaphria concisa ingår i släktet Elaphria och familjen nattflyn. Inga underarter finns listade i Catalogue of Life.